# Mistrovství světa ve fotbale 2014 – skupina H
Skupina H Mistrovství světa ve fotbale 2014 byla jednou z osmi základních skupin tohoto šampionátu. Nalosovány do ní byly celky Belgie, Alžírska, Ruska a Jižní Korey.

## Týmy
| Pozice při losu (nasazení) | Tým         | Kvalifikován jako                | Datum zajištění účasti | Pořadí účasti na MS | Poslední účast | Nejlepší umístění                   | Žebříček FIFA | Žebříček FIFA |
| Pozice při losu (nasazení) | Tým         | Kvalifikován jako                | Datum zajištění účasti | Pořadí účasti na MS | Poslední účast | Nejlepší umístění                   | Říjen 2013    | Červen 2014   |
| -------------------------- | ----------- | -------------------------------- | ---------------------- | ------------------- | -------------- | ----------------------------------- | ------------- | ------------- |
| H1                         | Belgie      | vítěz skupiny A UEFA             | 11. října 2013         | 12.                 | 2002           | 4. místo (1986)                     | 5.            | 11.           |
| H2                         | Alžírsko    | vítěz baráže CAF                 | 19. listopadu 2013     | 4.                  | 2010           | Základní skupina (1982, 1986, 2010) | 32.           | 22.           |
| H3                         | Rusko       | vítěz skupiny F UEFA             | 15. října 2013         | 10.                 | 2002           | 4. místo (1966)                     | 19.           | 19.           |
| H4                         | Jižní Korea | 4. fáze AFC - druhý ze skupiny A | 18. června 2013        | 9.                  | 2010           | 4. místo (2002)                     | 56.           | 57.           |

Poznámka: Žebříček z října 2013 byl použit pro určení nasazení při konečném pořadí losování skupin na Mistrovství světa. Žebříček z června 2014 ukazuje aktuální pořadí mužstva ve světovém žebříčku FIFA.

## Tabulka
| Legenda                                                  |
| -------------------------------------------------------- |
| Vítěz skupiny a druhý v pořadí postupující do osmifinále |

| Tým         | Z | V | R | P | VG | IG | +/− | B |
| ----------- | - | - | - | - | -- | -- | --- | - |
| Belgie      | 3 | 3 | 0 | 0 | 4  | 1  | +3  | 9 |
| Alžírsko    | 3 | 1 | 1 | 1 | 6  | 5  | +1  | 4 |
| Rusko       | 3 | 0 | 2 | 1 | 2  | 3  | −1  | 2 |
| Jižní Korea | 3 | 0 | 1 | 2 | 3  | 6  | −3  | 1 |

Všechny časy zápasů jsou v SELČ.

## Zápasy

### Belgie vs Alžírsko
Obě mužstva se spolu utkala v předchozích dvou utkáních a obě tyto utkání byly přátelské. Naposledy se spolu střetly v roce 2003, kdy Belgie vyhrála 3:1.
Favorizovaná Belgie považovaná za černého koně šampionátu 2014 se v prvním zápase s Alžírskem natrápila. Dlouhou dobu prohrávala 0:1 a herně byla nevýrazná. Obrat v utkání se zdařil až po vystřídaní Romela Lukaka, který se neprosadil, nahradil jej Marouane Fellaini, hráč Manchesteru United, kde neměl příliš podařenou sezonu 2013/14. V zápase s Alžírskem se dokázal gólově prosadit, jeho branka hlavou načala obrat, který dokonal Dries Mertens.
| 17. června 2014 18:00    |        |                    |                                                                                   |
| Belgie                   | 2 : 1  | Alžírsko           | Estádio Mineirão, Belo Horizonte diváci: 56 800 rozhodčí: Marco Antonio Rodríguez |
| Fellaini 70' Mertens 80' | Zpráva | Fighúlí 25' (pen.) | Estádio Mineirão, Belo Horizonte diváci: 56 800 rozhodčí: Marco Antonio Rodríguez |

| Belgie | Alžírsko |

| BR           | 1  | Thibaut Courtois    |     |     |
| PO           | 2  | Toby Alderweireld   |     |     |
| SO           | 15 | Daniel Van Buyten   |     |     |
| SO           | 4  | Vincent Kompany (c) |     |     |
| LO           | 5  | Jan Vertonghen      | 24' |     |
| SZ           | 6  | Axel Witsel         |     |     |
| SZ           | 19 | Moussa Dembélé      |     | 65' |
| PK           | 22 | Nacer Chadli        |     | 46' |
| ÚZ           | 7  | Kevin De Bruyne     |     |     |
| LK           | 10 | Eden Hazard         |     |     |
| SÚ           | 9  | Romelu Lukaku       |     | 58' |
| Nahrazující: |    |                     |     |     |
| ÚT           | 14 | Dries Mertens       |     | 46' |
| ÚT           | 17 | Divock Origi        |     | 58' |
| ZÁ           | 8  | Marouane Fellaini   |     | 65' |
| Trenér:      |    |                     |     |     |
| Marc Wilmots |    |                     |     |     |

| BR                | 23 | Raís Mbuhli         |     |     |
| PO                | 22 | Mahdí Mustafá       |     |     |
| SO                | 2  | Madžíd Búghirra (c) |     |     |
| SO                | 5  | Rafík Hallíš        |     |     |
| LO                | 3  | Fauzí Ghulám        |     |     |
| PZ                | 19 | Safír Tajdir        |     |     |
| SZ                | 12 | Carl Medžání        |     | 84' |
| LZ                | 14 | Nabíl Bin Tálib     | 34' |     |
| ÚZ                | 10 | Sufján Fighúlí      |     |     |
| ÚZ                | 21 | Rijád Mahriz        |     | 71' |
| SÚ                | 15 | Arbí Hilál Súdání   |     | 66' |
| Nahrazující:      |    |                     |     |     |
| ÚT                | 13 | Islám Slimaní       |     | 66' |
| ZÁ                | 8  | Mahdí Lasín         |     | 71' |
| ÚT                | 9  | Nabíl Ghilas        |     | 84' |
| Trenér:           |    |                     |     |     |
| Vahid Halilhodžić |    |                     |     |     |

| Muž zápasu: Kevin De Bruyne Asistenti rozhodčího: Marvin Torrentera Marcos Quintero Čtvrtý rozhodčí: Alireza Faghani Pátý rozhodčí: Hassan Kamranifar |

### Rusko vs Jižní Korea
Oba týmy se spolu utkaly pouze v jednom utkání a to v přátelském utkání v roce 2013, kdy Rusko gólem Dmitrije Tarasova zvítězilo 2:1.
Zápas Ruska s Jižní Koreou skončil remízou 1:1. Brankář Igor Akinfejev vyrobil minelu, která znamenala vedení soupeře. Střelu mířící přímo na něj si srazil do sítě. Rusové stačili pouze vyrovnat.
| 17. června 2014 24:00 |        |                 |                                                               |
| Rusko                 | 1 : 1  | Jižní Korea     | Arena Pantanal, Cuiabá diváci: 37 603 rozhodčí: Néstor Pitana |
| Keržakov 74'          | Zpráva | Lee Keun-ho 68' | Arena Pantanal, Cuiabá diváci: 37 603 rozhodčí: Néstor Pitana |

| Rusko | Jižní Korea |

| BR            | 1  | Igor Akinfejev         |     |     |
| PO            | 22 | Andrej Ješčenko        |     |     |
| SO            | 4  | Sergej Ignaševič       |     |     |
| SO            | 14 | Vasilij Berezuckij (c) |     |     |
| LO            | 23 | Dmitrij Kombarov       |     |     |
| DZ            | 8  | Děnis Glušakov         |     | 72' |
| SZ            | 20 | Viktor Fajzulin        |     |     |
| SZ            | 18 | Jurij Žirkov           |     | 71' |
| PK            | 19 | Alexandr Samedov       |     |     |
| LK            | 17 | Oleg Šatov             | 49' | 59' |
| SÚ            | 9  | Alexandr Kokorin       |     |     |
| Nahrazující:  |    |                        |     |     |
| ZÁ            | 10 | Alan Dzagojev          |     | 59' |
| ÚT            | 11 | Alexandr Keržakov      |     | 71' |
| ZÁ            | 7  | Igor Děnisov           |     | 72' |
| Trenér:       |    |                        |     |     |
| Fabio Capello |    |                        |     |     |

| BR            | 1  | Čung Song-rjong |     |     |
| PO            | 12 | I Jong          |     |     |
| SO            | 5  | Kim Jong-kwon   |     |     |
| SO            | 20 | Hong Čong-ho    |     | 73' |
| LO            | 3  | Jun Sok-jong    |     |     |
| PZ            | 16 | Ki Song-jung    | 30' |     |
| SZ            | 17 | Lee Čong-jong   |     |     |
| SZ            | 14 | Han Kuk-jong    |     |     |
| LZ            | 13 | Ku Ča-čchol (c) | 90' |     |
| SÚ            | 10 | Pak Čchu-jong   |     | 56' |
| SÚ            | 9  | Son Hung-min    | 13' | 84' |
| Nahrazující:  |    |                 |     |     |
| ÚT            | 11 | Lee Kun-ho      |     | 56' |
| OB            | 6  | Hwang Sok-ho    |     | 73' |
| ZÁ            | 7  | Kim Po-kjong    |     | 84' |
| Trenér:       |    |                 |     |     |
| Hong Mjong-po |    |                 |     |     |

| Muž zápasu: Son Hung-min Asistenti rozhodčího: Hernán Maidana Juan Pablo Belatti Čtvrtý rozhodčí: Roberto Moreno Pátý rozhodčí: Eric Boria |

### Belgie vs Rusko
Oba týmy se spolu střetly v osmi zápasech (včetně zápasů hraných s dřívějším mužstvem Sovětského svazu), včetně čtyř zápasů na Mistrovství světa. Na MS v roce 1970 porazilo SSSR družstvo Belgie v základní skupině 4:1, v roce 1982 zvítězilo opět mužstvo SSSR, když v druhé fázi skupin zvítězilo 1:0, následující mistrovství v roce 1986 oplatila Belgie porážku Sovětskému týmu a zvítězila v osmifinále 4:3 po prodloužení a konečně v roce 2002 porazila v základní skupině Belgie výběr Ruska 3:2. Naposledy se obě mužstva utkala při přátelském zápase v roce 2010, kde dvěma góly rozhodl zápas belgický útočník Romelu Lukaku.
Belgie vyhrála i svůj druhý zápas na turnaji, což jí zajistilo definitivu postupu do osmifinále. Vítězný gól vstřelil mladý reprezentant Divock Origi, který se dostal na hřiště v průběhu druhého poločasu (byla to jeho první branka za belgické A-mužstvo, před mistrovstvím měl na svém kontě navíc pouze dva přípravné zápasy). Romelu Lukaku byl stejně jako v prvním zápase proti Alžírsku střídán, aniž by se prosadil.
| 22. června 2014 18:00 |        |       |                                                                          |
| Belgie                | 1 : 0  | Rusko | Estádio do Maracanã, Rio de Janeiro diváci: 73 819 rozhodčí: Felix Brych |
| Origi 88'             | Zpráva |       | Estádio do Maracanã, Rio de Janeiro diváci: 73 819 rozhodčí: Felix Brych |

| Belgie | Rusko |

| BR           | 1  | Thibaut Courtois    |     |     |
| PO           | 2  | Toby Alderweireld   | 73' |     |
| SO           | 15 | Daniel Van Buyten   |     |     |
| SO           | 4  | Vincent Kompany (c) |     |     |
| LO           | 3  | Thomas Vermaelen    |     | 31' |
| SZ           | 6  | Axel Witsel         | 54' |     |
| SZ           | 8  | Marouane Fellaini   |     |     |
| PK           | 14 | Dries Mertens       |     | 75' |
| ÚZ           | 7  | Kevin De Bruyne     |     |     |
| LK           | 10 | Eden Hazard         |     |     |
| SÚ           | 9  | Romelu Lukaku       |     | 57' |
| Nahrazující: |    |                     |     |     |
| OB           | 5  | Jan Vertonghen      |     | 31' |
| ÚT           | 17 | Divock Origi        |     | 57' |
| OB           | 11 | Kevin Mirallas      |     | 75' |
| Trenér:      |    |                     |     |     |
| Marc Wilmots |    |                     |     |     |

| BR            | 1  | Igor Akinfejev         |     |     |
| PO            | 2  | Alexej Kozlov          |     | 62' |
| SO            | 14 | Vasilij Berezuckij (c) |     |     |
| SO            | 4  | Sergej Ignaševič       |     |     |
| LO            | 23 | Dmitrij Kombarov       |     |     |
| DZ            | 8  | Děnis Glušakov         | 38' |     |
| SZ            | 20 | Viktor Fajzulin        |     |     |
| PK            | 19 | Alexandr Samedov       |     | 90' |
| ÚZ            | 6  | Maxim Kanunnikov       |     |     |
| LK            | 17 | Oleg Šatov             |     | 83' |
| SÚ            | 9  | Alexandr Kokorin       |     |     |
| Nahrazující:  |    |                        |     |     |
| OB            | 22 | Andrej Ješčenko        |     | 62' |
| ZÁ            | 10 | Alan Dzagojev          |     | 83' |
| ÚT            | 11 | Alexandr Keržakov      |     | 90' |
| Trenér:       |    |                        |     |     |
| Fabio Capello |    |                        |     |     |

| Muž zápasu: Eden Hazard Asistenti rozhodčího: Mark Borsch Stefan Lupp Čtvrtý rozhodčí: Carlos Vera Pátý rozhodčí: Byron Romero |

### Jižní Korea vs Alžírsko
Obě mužstva se spolu utkala pouze v jenom utkání a to v přátelské zápase v roce 1985, kde zápas lépe zvládla Korea a zvítězila 2:0.
Gólově bohaté střetnutí. Alžírsko začalo velmi aktivně a v prvním poločase soupeře výrazně přehrávalo, nasázelo mu tři branky. Jihokorejci ožili až ve druhé půli, kdy se dokázali i oni střelecky prosadit.
| 22. června 2014 21:00            |        |                                              |                                                                        |
| Jižní Korea                      | 2 : 4  | Alžírsko                                     | Estádio Beira-Rio, Porto Alegre diváci: 42 732 rozhodčí: Wilmar Roldán |
| Son Hung-min 50' Ku Ča-čchol 72' | Report | Slimaní 26' Hallíš 28' Džabú 38' Brahímí 62' | Estádio Beira-Rio, Porto Alegre diváci: 42 732 rozhodčí: Wilmar Roldán |

| Jižní Korea | Alžírsko |

| BR            | 1  | Čung Song-rjong |  |     |
| PO            | 12 | I Jong          |  |     |
| SO            | 20 | Hong Čong-ho    |  |     |
| SO            | 5  | Kim Jong-kwon   |  |     |
| LO            | 3  | Jun Sok-jong    |  |     |
| SZ            | 14 | Han Kuk-jong    |  |     |
| SZ            | 17 | Lee Čong-jong   |  |     |
| PK            | 16 | Ki Song-jung    |  |     |
| ÚZ            | 10 | Pak Čchu-jong   |  |     |
| LK            | 13 | Ku Ča-čchol (c) |  |     |
| SÚ            | 9  | Son Hung-min    |  |     |
| Nahrazující:  |    |                 |  |     |
| ÚT            | 18 | Kim Šin-uk      |  | 57' |
| ÚT            | 11 | Lee Kun-ho      |  | 64' |
| ÚT            | 19 | Či Tong-won     |  | 78' |
| Trenér:       |    |                 |  |     |
| Hong Mjong-po |    |                 |  |     |

| BR                | 23 | Raís Mbuhli         |  |     |
| SO                | 12 | Carl Medžání        |  |     |
| SO                | 2  | Madžíd Búghirra (c) |  |     |
| SO                | 5  | Rafík Hallíš        |  |     |
| PKO               | 20 | Ajsa Mandí          |  |     |
| LKO               | 6  | Džamil Misbáh       |  |     |
| SZ                | 11 | Jasín Brahímí       |  |     |
| SZ                | 18 | Abdal Múmin Džabú   |  |     |
| PK                | 10 | Sufján Fighúlí      |  |     |
| LK                | 14 | Nabíl Bin Tálib     |  |     |
| SÚ                | 13 | Islám Slimaní       |  |     |
| Nahrazující:      |    |                     |  |     |
| ÚT                | 9  | Nabíl Ghilas        |  | 73' |
| ZÁ                | 8  | Mahdí Lasín         |  | 77' |
| OB                | 4  | Saíd Bilkalím       |  | 89' |
| Trenér:           |    |                     |  |     |
| Vahid Halilhodžić |    |                     |  |     |

| Muž zápasu: Islám Slimaní Asistenti rozhodčího: Eduardo Díaz Christian Lescano Čtvrtý rozhodčí: Alireza Faghani Pátý rozhodčí: Hassan Kamranifar |

### Jižní Korea vs Belgie
Obě mužstva se spolu utkala v předchozích dvou zápasech, včetně dvou základních skupin Mistrovství světa (1990: Jižní Korea 0:2 Belgie; 1998: Jižní Korea 1:1 Belgie). Jejich poslední střetnutí se uskutečnilo v roce 1999, kde šlo o přátelské utkání, které Belgie zvládla výsledkem 2:1.
Oba stávající trenéři Marc Wilmots a Hong Mjong-po hráli proti sobě jako hráči na Mistrovství světa 1998.
Před tímto zápasem měli Belgičané jistotu postupu, kouč Wilmots si proto mohl dovolit značně obměnit sestavu, na hřiště se tak poprvé dostalo několik nových hráčů (i když to bylo i částečně vynucené některými zraněními, např. Vermaelena, Kompanyho, Witsela). Jižní Korea měla ještě šanci na postup, ale nepříliš velkou. Na konci prvního poločasu skočil Steven Defour oběma nohama na holeň Kim Šin-uka a byl vyloučen, ale hru Belgie to téměř nepoznamenalo, i tak se dostávala do šancí. Utkání rozhodl v 78. minutě Jan Vertonghen, který dorazil do sítě vyraženou střelu Divocka Origiho. Belgie získala poprvé na MS v základní skupině plný počet 9 bodů, Jižní Korea skončila na čtvrtém místě a byla vyřazena.
| 26. června 2014 22:00 |        |                |                                                                     |
| Jižní Korea           | 0 : 1  | Belgie         | Arena de São Paulo, São Paulo diváci: 61 397 rozhodčí: Ben Williams |
|                       | Zpráva | Vertonghen 78' | Arena de São Paulo, São Paulo diváci: 61 397 rozhodčí: Ben Williams |

| Jižní Korea | Belgie |

| BR            | 21 | Kim Sung-kju    |     |     |
| PO            | 12 | I Jong          |     |     |
| SO            | 5  | Kim Jong-kwon   |     |     |
| SO            | 20 | Hong Čong-ho    | 35' |     |
| LO            | 3  | Jun Sok-jong    |     |     |
| SZ            | 14 | Han Kuk-jong    |     | 46' |
| SZ            | 16 | Ki Song-jung    |     |     |
| PK            | 17 | Lee Čong-jong   |     |     |
| LK            | 9  | Son Hung-min    |     | 73' |
| DÚ            | 13 | Ku Ča-čchol (c) |     |     |
| SÚ            | 18 | Kim Šin-uk      |     | 66' |
| Nahrazující:  |    |                 |     |     |
| ÚT            | 11 | Lee Kun-ho      |     | 46' |
| ZÁ            | 7  | Kim Po-kjong    |     | 66' |
| ÚT            | 19 | Či Tong-won     |     | 73' |
| Trenér:       |    |                 |     |     |
| Hong Myung-bo |    |                 |     |     |

| BR           | 1  | Thibaut Courtois     |     |     |
| PO           | 21 | Anthony Vanden Borre |     |     |
| SO           | 15 | Daniel Van Buyten    |     |     |
| SO           | 18 | Nicolas Lombaerts    |     |     |
| LO           | 5  | Jan Vertonghen (c)   |     |     |
| SZ           | 16 | Steven Defour        | 45' |     |
| SZ           | 19 | Moussa Dembélé       | 50' |     |
| PK           | 14 | Dries Mertens        |     | 60' |
| ÚZ           | 8  | Marouane Fellaini    |     |     |
| LK           | 20 | Adnan Januzaj        |     | 60' |
| SÚ           | 11 | Kevin Mirallas       |     | 88' |
| Nahrazující: |    |                      |     |     |
| ZÁ           | 22 | Nacer Chadli         |     | 60' |
| ÚT           | 17 | Divock Origi         |     | 60' |
| ZÁ           | 10 | Eden Hazard          |     | 88' |
| Trenér:      |    |                      |     |     |
| Marc Wilmots |    |                      |     |     |

| Muž zápasu: Jan Vertonghen Asistenti rozhodčího: Matthew Cream Hakan Anaz Čtvrtý rozhodčí: Víctor Hugo Carrillo Pátý rozhodčí: Rodney Aquino |

### Alžírsko vs Rusko
Oba týmy se spolu střetly pouze v jednom zápase (v době za Sovětského svazu) a to v přátelském utkání v roce 1964, kdy zápas skončil shodně 2:2.
V zápase Alžírska s favorizovaným Ruskem se zrodila remíza 1:1, vyrovnávající gól na konečných 1:1 vstřelil hlavou Alžířan Islám Slimaní po špatném odhadu ruského brankáře Akinfejeva, remíza znamenala historicky první postup Alžírska do osmifinále MS na úkor Ruska.
| 26. června 2014 22:00 |        |            |                                                                  |
| Alžírsko              | 1 : 1  | Rusko      | Arena da Baixada, Curitiba diváci: 39 311 rozhodčí: Cüneyt Çakır |
| Slimaní 60'           | Zpráva | Kokorin 6' | Arena da Baixada, Curitiba diváci: 39 311 rozhodčí: Cüneyt Çakır |

| Alžírsko | Rusko |

| BR                | 23 | Raís Mbuhli       |     |       |
| PO                | 20 | Ajsa Mandí        |     |       |
| SO                | 4  | Saíd Bilkalím     |     |       |
| SO                | 5  | Rafík Hallíš (c)  |     |       |
| LO                | 6  | Džamil Misbáh     | 39' |       |
| SZ                | 12 | Carl Medžání      |     |       |
| SZ                | 14 | Nabíl Bin Tálib   |     |       |
| PK                | 10 | Sufján Fighúlí    |     |       |
| ÚZ                | 11 | Jasín Brahímí     |     | 71'   |
| LK                | 18 | Abdal Múmin Džabú |     | 77'   |
| SÚ                | 13 | Islám Slimaní     |     | 90+2' |
| Nahrazující:      |    |                   |     |       |
| ZÁ                | 7  | Hasan Jibdá       |     | 71'   |
| ÚT                | 9  | Nabíl Ghilas      | 87' | 77'   |
| ÚT                | 15 | Arbí Hilál Súdání |     | 90+2' |
| Trenér:           |    |                   |     |       |
| Vahid Halilhodžić |    |                   |     |       |

| BR            | 1  | Igor Akinfejev         |     |     |
| PO            | 2  | Alexej Kozlov          | 59' |     |
| SO            | 14 | Vasilij Berezuckij (c) |     |     |
| SO            | 4  | Sergej Ignaševič       |     |     |
| LO            | 23 | Dmitrij Kombarov       | 57' |     |
| SZ            | 8  | Děnis Glušakov         |     | 46' |
| SZ            | 20 | Viktor Fajzulin        |     |     |
| PK            | 19 | Alexandr Samedov       |     |     |
| ÚZ            | 9  | Alexandr Kokorin       |     |     |
| LK            | 17 | Oleg Šatov             |     | 67' |
| SÚ            | 11 | Alexandr Keržakov      |     | 81' |
| Nahrazující:  |    |                        |     |     |
| ZÁ            | 7  | Igor Děnisov           |     | 46' |
| ZÁ            | 10 | Alan Dzagojev          |     | 67' |
| ÚT            | 6  | Maxim Kanunnikov       |     | 81' |
| Trenér:       |    |                        |     |     |
| Fabio Capello |    |                        |     |     |

| Muž zápasu: Islám Slimaní Asistenti rozhodčího: Bahattin Duran Tarik Ongun Čtvrtý rozhodčí: Joel Aguilar Pátý rozhodčí: Juan Zumba |